# Linked Ring

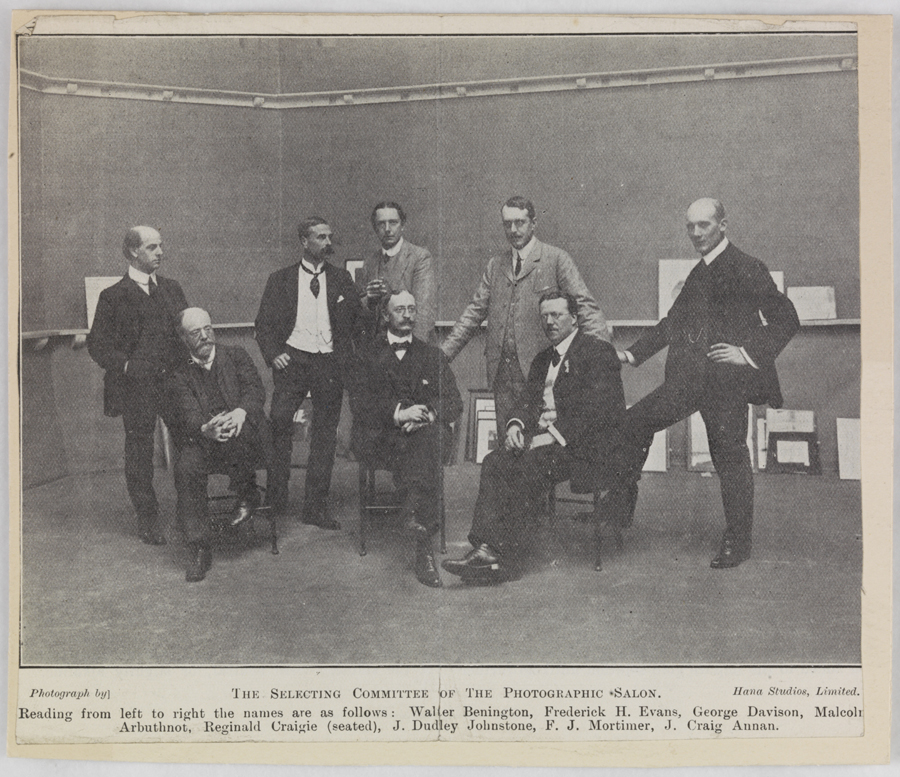
Giuria del Photographic Salon organizzato dal Linked Ring

The Linked Ring, nota anche come The Brotherhood of the Linked Ring, è stata un'associazione di fotografi interessati a promuovere la fotografia come arte, al pari della pittura e della scultura, fondata a Londra nell'aprile del 1892.

## Nascita
L'associazione venne fondata nell'aprile 1892 da un gruppo di fotografi, alcuni dei quali si erano dimessi nel 1891-1892 dalla Photographic Society of London (rinominata Royal Photographic Society (RSP) nel 1894), perché insoddisfatti del codice estetico sostenuto dalla Società e del mancato riconoscimento della fotografia come mezzo di espressione artistica.
Le loro dimissioni - le prime, nel 1891, furono quelle di Henry Peach Robinson (allora vicepresidente della Società) e di George Davison - portarono a un esodo più ampio e alla formazione di un movimento secessionista nella fotografia britannica, al quale aderirono, oltre ai due fotografi succitati, molte altre figure note nell'ambiente artistico del tempo: Alfred Horsley Hinton, Alfred Maskell, James Craig Annan, Walter Benington, Arthur Burchett, Alvin Langdon Coburn, Frederick H. Evans, Frederick Hollyer, Richard Keene, Alexander Keighley, Ralph Winwood Robinson, Paul Martin, Lydell Sawyer (alias Lyd Sawyer), William Smedley-Aston, Frank Sutcliffe, Henry Van der Weyde, JBB Wellington.

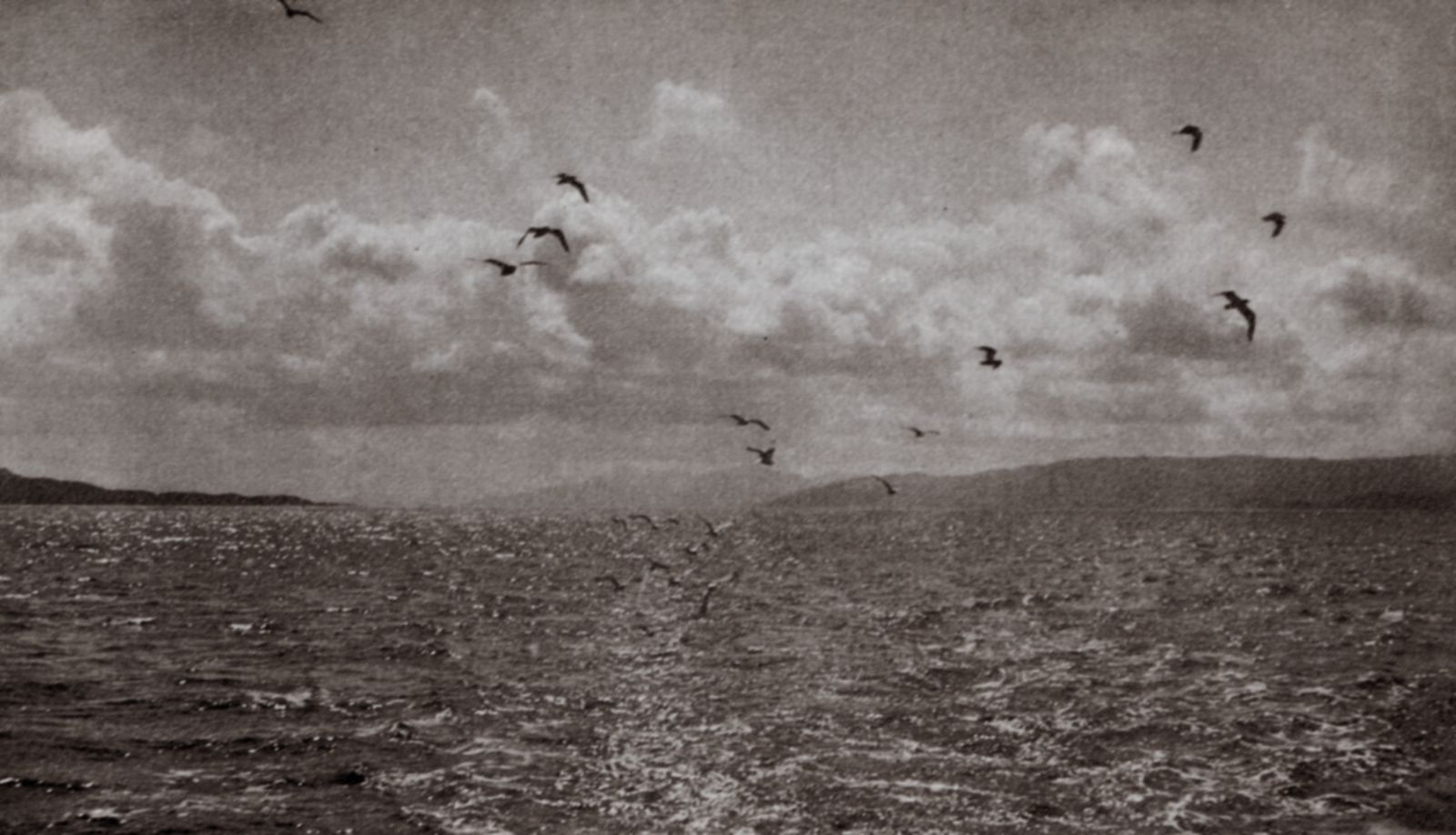
Henry Peach Robinson, Im Kilbernnan Ton (1894), foto esposta al terzo Photographic Salon (1895)

Molti degli obbiettivi estetici di questo gruppo coincisero con quelli del movimento pittorialista, specie nella definizione di standard elevati di qualità tecnica per aumentare il livello di espressività delle immagini, e nell'obbiettivo di prendere le distanze dal crescente numero di fotografi dilettanti, sviluppando nel contempo nuove opportunità di utilizzo commerciale della fotografia. Diversamente dal pittorialismo, di cui molti aderenti tuttavia facevano parte, i soci del Linked Ring non intendevano assoggettare le loro opere fotografiche alle forme e alle convenzioni della pittura, ma sfruttare le tecniche e le qualità proprie del mezzo. Nelle intenzioni dei fondatori, la Confraternita doveva essere "un mezzo per riunire coloro che sono interessati allo sviluppo della più alta forma d'arte di cui la Fotografia è capace".
La fondazione del Linked Ring seguì o precedette la costituzione di analoghi gruppi in Europa e negli Stati Uniti, in dissenso con le rispettive storiche associazioni fotografiche nazionali: il Wiener Kamera-Club (1881) in Austria si oppose alla Photographische Gesellschaft, il Photo Club di Parigi (1888) alla Société française de photographie; dal Camera Club di New York (1884) prese vita il movimento della Photo-Secession (1902).
Il Linked Ring fu un circolo d'élite, una confraternita artistica costituita da soci cooptati. L'appartenenza al gruppo avveniva solo su invito; i membri venivano eletti esclusivamente sulla base del valore attribuito al loro lavoro, e dovevano essere votati dai membri all'unanimità.
 

La Confraternita scelse come suo simbolo tre anelli fra loro collegati, riportati sulla copertina dei cataloghi delle loro mostre, rappresentanti, in parte, i concetti massonici di buono, vero e bello.

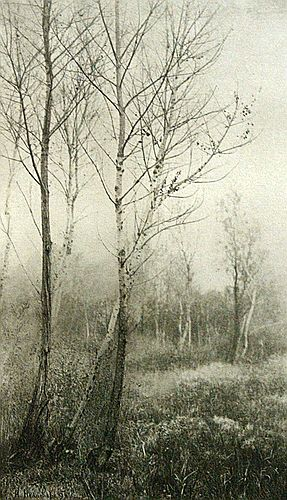
Hugo Henneberg, Novembre, 1894. Foto esposta al secondo Photographic Salon, 1894

Era comune nella Confraternita chiamarsi l'un l'altro con pseudonimi; ad esempio Joseph Keiley, un avvocato di professione, era "The Attorney".

## Attività, mostre e pubblicazioni
Le attività principali consistevano in un incontro mensile per discutere di questioni estetiche e nell'organizzazione di una mostra annuale, il Salon, termine usato deliberatamente in analogia alle mostre di pittura degli artisti dell'epoca, con i quali i pittorialisti intendevano stabilire un rapporto di pari dignità. I primi incontri fra i soci si svolsero il 9 e 27 maggio 1892.
Nel novembre 1893 si svolse il primo Photographic Salon (poi conosciuto come London Salon), un evento espositivo che si sarebbe succeduto a cadenza annuale, fino al 1904 presso la Dudley Gallery a Piccadilly, dal 1905 al 1909 presso le Galleries of the Royal Society of Painters in Water Colors.
Le regole stabilivano che non ci sarebbero state medaglie e che la selezione sarebbe stata effettuata da una giuria di fotografi.
Nel 1896, per promuovere e discutere l'estetica e la pratica del pittorialismo, iniziò la pubblicazione dei Linked Ring Papers, fatti circolare ogni anno tra i membri, fino al 1909, e dell'annuario Photograms of the Year.
Il Linked Link si sciolse definitivamente nel 1909, a seguito di divergenze sorte sui criteri di selezione e delle frizioni nate tra il gruppo britannico e quello americano, che nel Salon del 1908 dominava con oltre il 60% delle foto esposte.
Gli successe la London Secession, guidata da George Davison, che espose fino al 1911,e il London Salon, molto più duraturo, guidato dal fotografo britannico Francis James Mortimer.

## Elenco dei primi soci
- James Craig Annan
- Walter Benington
- Alvin Langdon Coburn
- George Davison
- Frederick H. Evans
- Alfred Horsley Hinton
- Frederick Hollyer
- Richard Keene
- Alexander Keighley[7]
- Paul Martin
- Alfred Maskell
- Henry Peach Robinson
- Lydell Sawyer (alias Lyd Sawyer)
- William Smedley-Aston
- Frank Sutcliffe
- JBB Wellington
- Henry Van der Weyde

La cerchia dei membri si espanse presto oltre il Regno Unito per includere, ad esempio, i francesi René Le Bègue e Robert Demachy, il belga Hector Colard, l'austriaco Hugo Henneberg, gli americani Alfred Stieglitz (1894), Rudolf Eickemeyer Jr. (1894), Fred Holland Day, Clarence H. White.
Le prime socie donne furono la pittorialista britannica Carine Cadby (1894) e la ritrattista statunitense Gertrude Käsebier (1900), cui seguì nel 1902 Mary Devens e nel 1904 Sarah Choate Sears.